# الكسندر جي. إروين
الكسندر جي. إروين هو شخصية أعمال وسياسي أمريكي، ولد في 1 مارس 1799، وتوفي في 14 يونيو 1847.